# بانک کینگدائو
بانک کینگدائو (انگلیسی: Bank of Qingdao) شرکت خدمات مالی و بانکداری چینی است، که در سال ۱۹۹۶ تأسیس شد.